# غيلمار دال بوزو
غيلمار دال بوزو (بالبرتغالية: Gilmar Dal Pozzo‏) هو لاعب كرة قدم ومدرب كرة قدم برازيلي في مركز حراسة المرمى، ولد في 1 سبتمبر 1969 في Quilombo, Santa Catarina ‏ في البرازيل. لعب مع نادي أفاي لكرة القدم ونادي غوياس ونادي فيرانوبوليس ونادي كاشياس دو سول ونادي ماريتيمو.